# Zielenice (województwo małopolskie)
Zielenice – wieś w Polsce, położona w województwie małopolskim, w powiecie proszowickim, w gminie Radziemice.
W latach 1975–1998 wieś należała administracyjnie do województwa krakowskiego.

## Integralne części wsi
| SIMC    | Nazwa         | Rodzaj    |
| ------- | ------------- | --------- |
| 0333718 | Koziarkówka   | część wsi |
| 0333724 | Kresy         | część wsi |
| 0333730 | Za Cmentarzem | część wsi |

## Zabytki
Obiekt wpisany do rejestru zabytków nieruchomych województwa małopolskiego.
- Kościół Niepokalanego Poczęcia Najświętszej Maryi Panny, dzwonnica, otoczenie, drzewostan.

## Zabytek ruchomy
- Obraz Matki Bożej w Zielenicach

Miejscowość znajduje się na odnowionej trasie Małopolskiej Drogi św. Jakuba z Sandomierza do Tyńca, która to jest odzwierciedleniem dawnej średniowiecznej drogi do Santiago de Compostela.